# サード・アブドゥル＝サラーム
サード・アブドゥル＝サラーム（Saad Abdul-Salaam、1991年9月8日 - ）は、アメリカ合衆国出身のプロサッカー選手。ポジションはDF。

## クラブ経歴
2015年MLSスーパードラフトの1巡目(全体12人目)でスポルティング・カンザスシティに指名された。2015年4月、レンタル先のサンアントニオ・スコーピオンズでプロデビュー。
2017年12月、カイリー・シェルトンとのトレードでニューヨーク・シティFCに加入。
2019年2月、5万ドルの金銭トレードでシアトル・サウンダーズFCに加入。
2019年12月、MLS再エントリードラフトの第2ステージでFCシンシナティに指名された。

## タイトル

### クラブ
シアトル・サウンダーズFC
- MLSカップ: 2019